# Mesechites citrifolius
Mesechites citrifolius är en oleanderväxtart som först beskrevs av Carl Sigismund Kunth, och fick sitt nu gällande namn av R. E. Woodson. Mesechites citrifolius ingår i släktet Mesechites och familjen oleanderväxter. Inga underarter finns listade i Catalogue of Life.